# Psyttalia haemaelaeineni
Psyttalia haemaelaeineni är en stekelart som beskrevs av Fischer 2001. Psyttalia haemaelaeineni ingår i släktet Psyttalia och familjen bracksteklar. Inga underarter finns listade i Catalogue of Life.